# Uroleucon neocampanulae
Uroleucon neocampanulae är en insektsart som först beskrevs av Takahashi, R. 1962.  Uroleucon neocampanulae ingår i släktet Uroleucon och familjen långrörsbladlöss. Inga underarter finns listade i Catalogue of Life.